# Илирней (село)
Илирне́й — чукотское село в Билибинском районе Чукотского автономного округа России. Образует сельское поселение Илирней.
Название в переводе с чук. Иԓирӈэй — «остров-гора» (от чук. иԓир/эԓер «остров» + -ӈэй/-ӈай «гора»).

## Географическое положение
Село расположено в устье реки Нутэскын, впадающей в Малый Анюй. Расстояние до Анадыря составляет 510 км, до города Билибино — 110 км.
Высшая точка в окрестностях села — гора Двух Цирков высотой 1785 м.

## Административное деление
Населённый пункт Илирней наделён статусом муниципального образования — сельское поселение. Его границы определены законом Чукотского автономного округа от 29.11.2004 № 43-ОЗ «О статусе, границах и административных центрах муниципальных образований на территории Билибинского района Чукотского автономного округа».

## История
В 1945 году на побережье озера Нижнее Илирнейское была организована гидрометеостанция, вскоре были созданы оленеводческий колхоз имени Маленкова и посёлок. Однако из-за затопления территории поселения в половодье в 1954 году его перенесли на 7 км выше по течению реки Анюй. В конце 1950-х годов в селе началось массовое строительство, колхоз был преобразован в совхоз «40 лет Октября». Толчком к развитию послужило появление золотодобывающей промышленности, на продукцию совхоза значительно увеличился спрос.
В 1982 году было отстроено новое здание сельской школы.

## Население
| 2002 | 2009 | 2010 | 2011 | 2012 | 2013 | 2014 |
| ---- | ---- | ---- | ---- | ---- | ---- | ---- |
| 295  | ↗299 | ↘287 | ↘286 | ↘281 | ↘277 | ↘274 |
| 2015 | 2016 | 2017 | 2018 | 2020 | 2021 | 2023 |
| ↘273 | ↘263 | ↘257 | ↘252 | ↘233 | ↘186 | ↗188 |

Представителей коренных малочисленных народов Севера (в основном чукчи) насчитывается 226 человек. Детей в возрасте до 16 лет — 75 человек.

## Экономика и социальная инфраструктура
Основное занятие местных жителей — оленеводство и рыболовство. Здесь находится центральная усадьба сельхозпредприятия «Тополёвое». В селе есть начальная школа-детский сад, врачебная амбулатория, почта, узел связи, гостиница на 20 мест, дом культуры, библиотека, магазин-пекарня.
С 1963 года действует гидрометеостанция второго разряда.
В окрестностях села находятся месторождения Купол и Двойное.

## Транспорт и связь
Илирней является труднодоступным селом. С райцентром связано сезонным автозимником длиной 150 км, при этом безопасному движению могут помешать наледи. В летний период из-за часто высокого уровня воды в многочисленных речках в условиях бездорожья делает невозможным прибытие в село даже грузовиков. 10 сентября 2019 году через реку Малый Анюй в административных границах села был открыт мост длиной 283 метра для строящейся федеральной автомобильной дороги Колыма — Омсукчан — Омолон — Анадырь.
В село осуществляются авиарейсы вертолёта из Кепервеема с периодичностью 1—2 раза в месяц.
В селе установлено 250 квартирных телефонов.

## Религия
Летом 2009 года на небольшой возвышенности у въезда в село был воздвигнут и освящён большой православный Поклонный Крест. Планируется устройство православной часовни.

## Археологические находки
В 46 км от села расположено озеро Тытыль, на берегу которого археологами обнаружены неолитические стоянки.

## Климат
| Показатель                    | Янв.  | Фев.  | Март  | Апр.  | Май   | Июнь | Июль | Авг. | Сен.  | Окт.  | Нояб. | Дек.  | Год   |
| ----------------------------- | ----- | ----- | ----- | ----- | ----- | ---- | ---- | ---- | ----- | ----- | ----- | ----- | ----- |
| Абсолютный максимум, °C       | 2,4   | 1,4   | 3,8   | 8,5   | 21,1  | 30,7 | 34,1 | 31,1 | 28,4  | 13,2  | 2,9   | 4,2   | 34,1  |
| Средний суточный максимум, °C | −30,4 | −27,3 | −18,6 | −8,4  | 3,5   | 16,6 | 19,3 | 15,0 | 6,6   | −7,9  | −19,5 | −29,1 | −7,4  |
| Средняя температура, °C       | −34,8 | −32,6 | −25,4 | −15,6 | −1,2  | 11,0 | 13,5 | 9,3  | 1,9   | −12,1 | −24,1 | −33,4 | −12,7 |
| Средний суточный минимум, °C  | −39,2 | −37,9 | −32,1 | −23,7 | −6,7  | 4,8  | 7,1  | 3,4  | −2,6  | −16,4 | −29   | −37,5 | −18,3 |
| Абсолютный минимум, °C        | −64,4 | −62   | −55,5 | −46,2 | −35,8 | −8,8 | −6   | −12  | −27,6 | −41,3 | −55   | −60,9 | −64,4 |
| Норма осадков, мм             | 8,6   | 9,9   | 8,9   | 5,3   | 6,4   | 14,6 | 21,3 | 22,9 | 13,3  | 19    | 17,9  | 11,2  | -     |
| Источник: Климат Илирнея      |       |       |       |       |       |      |      |      |       |       |       |       |       |